# Industrie in Finland

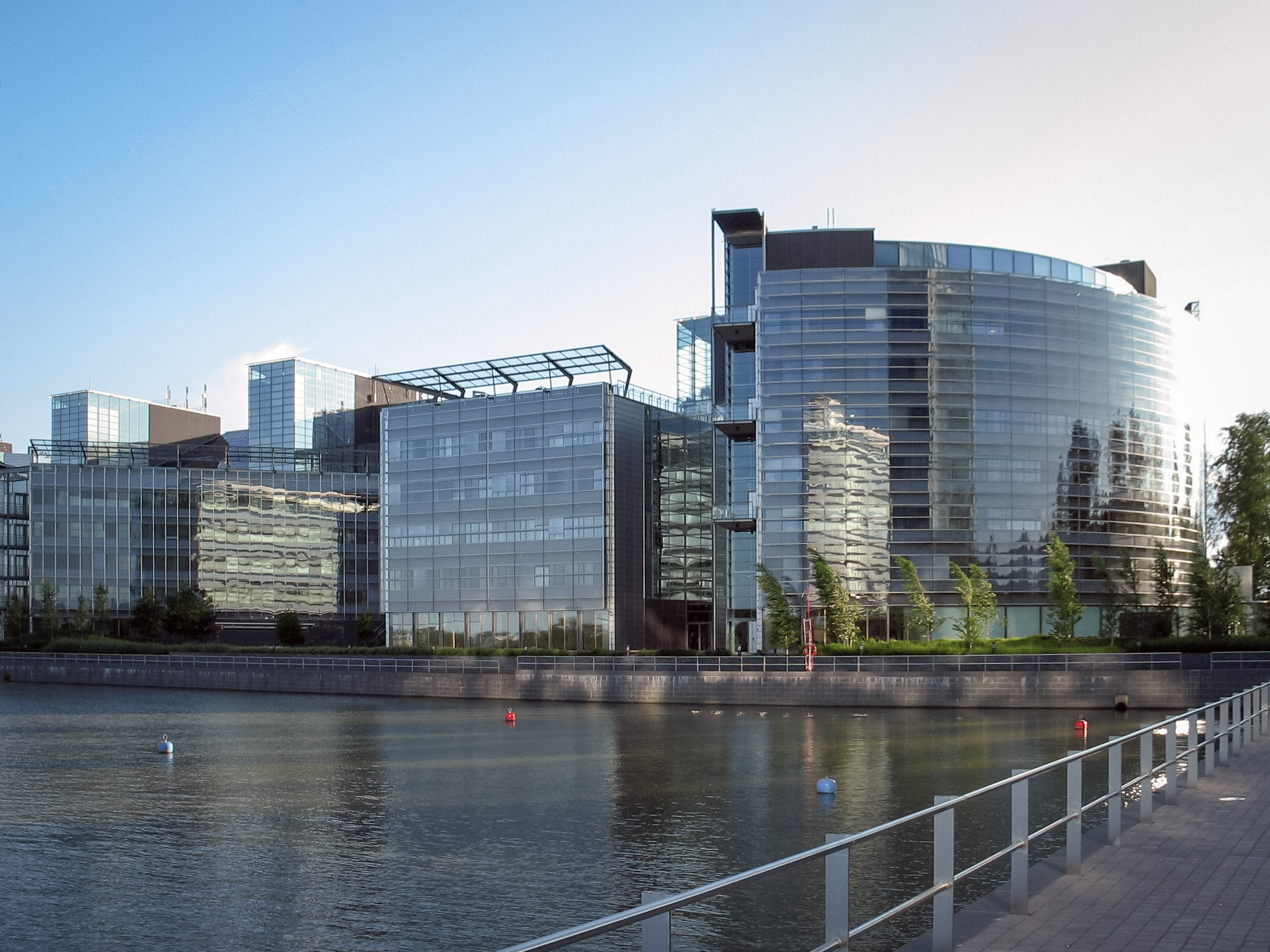
Hoogkantoor van Nokia, de grootste Finse onderneming.

De industrie in Finland is middelgroot in Europa ten opzichte van de grootste industrie van Duitsland, Frankrijk, het Verenigd Koninkrijk, en Italië.
Zoals in de meeste Europese landen is ook in Finland het grootste deel van de beroepsbevolking werkzaam in de dienstensector. Desondanks kan Finland binnen Europa toch als een typisch industrieland worden beschouwd. Tot de belangrijkste producten die Finland vervaardigt behoren:
- voedsel;
- textiel;
- bewerkt hout en papier;
- chemicaliën;
- metaalproducten (machines, schepen); en
- elektro en elektronische apparatuur.

Bekende Finse producten, dan wel in Finland ontwikkelde producten, zijn mobiele telefoons en grote machines voor industrie en bosbouw. Finland is ook een bekend producent van designartikelen uit glas en keramiek en van bestek van roestvast staal.
Hoewel de mijnbouwproductie van Finland klein is, omvat deze een aantal belangrijke mineralen zoals ijzererts, koper, zink, nikkel, kobalt, titanium, vanadium, kwik, zilver en goud.
De Finse houtkapindustrie is een van de grootste in Europa.
Albanië · Andorra · Azerbeidzjan · België · Bosnië en Herzegovina · Bulgarije · Cyprus · Denemarken · Duitsland · Estland · Finland · Frankrijk · Georgië · Griekenland · Hongarije · IJsland · Ierland · Italië · Kroatië · Letland · Liechtenstein · Litouwen · Luxemburg · Malta · Moldavië · Monaco · Montenegro · Nederland · Noord-Macedonië · Noorwegen · Oekraïne · Oostenrijk · Polen · Portugal · Roemenië · Rusland · San Marino · Servië · Slovenië · Slowakije · Spanje · Tsjechië · Turkije · Vaticaanstad · Verenigd Koninkrijk · Wit-Rusland · Zweden · Zwitserland